# Medalles del Cercle d'Escriptors Cinematogràfics de 1982
La cerimònia de lliurament de les medalles del Cercle d'Escriptors Cinematogràfics de 1982 va tenir lloc en 1983 en Madrid. Va ser el trenta-vuitè lliurament de aquestes medalles, atorgades per primera vegada trenta-set anys abans pel Cercle d'Escriptors Cinematogràfics (CEC). Els premis tenien per finalitat distingir als professionals del cinema espanyol i estranger pel seu treball durant l'any 1982. Es van concedir els mateixos deu premis de l'edició anterior i es van recuperar la Medalla a la millor ambientació i el Premi revelació. La gran triomfadora va ser La colmena, que va obtenir vuit medalles.

## Llista de medalles
| Categoria                    | Premiat              | Labor premiada                         |
| ---------------------------- | -------------------- | -------------------------------------- |
| Millor pel·lícula            | La colmena           | Pel·lícula                             |
| Millor director              | Mario Camus          | La colmena                             |
| Millor actriu                | Encarna Paso         | Demonios en el jardín Volver a empezar |
| Millor actor                 | Rafael Alonso        | La colmena                             |
| Millor actriu de repartiment | Mary Carrillo        | La colmena                             |
| Millor actor de repartiment  | Luis Barbero         | La colmena                             |
| Millor fotografia            | Manuel Rojas         | Volver a empezar                       |
| Mejor música                 | Antón García Abril   | La colmena                             |
| Millor ambientació           | Ramiro Gómez         | La colmena                             |
| Millor guió                  | José Luis Dibildos   | La colmena                             |
| Mejor película extranjera    | ET, l'extraterrestre | Pel·lícula                             |
| Premi revelació              | Sílvia Munt          | La plaça del Diamant                   |